# Fanna BK
Fanna BK är en svensk fotbollsklubb i Enköping, grundad 1962. 2012 låg damernas A-lag i division 2 och herrarnas A-lag i division 4 och kvalade 2018 till division 3.
Den allsvenska spelaren Sebastian Rajalakso är fostrad i klubben.